# Dolmen del Pla de les Arques
El Dolmen del Pla de les Arques és un dolmen del terme comunal de Salses, a la comarca del Rosselló (Catalunya Nord).
Està situat a prop de l'extrem nord del terme de Salses, en el vessant sud-est del turó on es troba l'Olivar d'en David, al nord-oest del Planal de la Garriga.